# Елена (Еврипид)
«Еле́на» (др.-греч. Ἑλένη, Helenē) — трагедия древнегреческого драматурга Еврипида на тему из мифов о Троянской войне, впервые поставленная на сцене в 412 году до н. э. Её текст полностью сохранился.

## Сюжет
Еврипид разработал в «Елене» вслед за лирическим поэтом Стесихором одну из версий мифа о Елене Прекрасной, согласно которой Парис увёз в Трою только призрак жены спартанского царя Менелая, а саму Елену боги перенесли в Египет, где она и провела в безвестности все годы Троянской войны.
Действие происходит в Египте, куда прибывает Менелай после взятия Трои. Он находит там настоящую Елену, чьей руки добивается в это время жестокий египетский царь Феоклимен, и увозит её благодаря помощи сестры царя Феонои. Феоклимен — выдуманный Еврипидом персонаж: в предыдущей версии фигурировал Протей.
Остаётся не совсем понятным, почему Еврипид выбрал для пьесы этот вариант мифа, выгодный для Спарты и предполагавший изображение Елены как положительного персонажа. Всего за год до постановки трагедии возобновилась Пелопоннесская война и спартанцы снова начали вторгаться в Аттику, к тому же Елена у Еврипида оказывалась отрицательным персонажем и до 412 года до н. э. (в «Андромахе», «Троянках», «Ифигении в Тавриде») и после (в «Оресте»). Есть мнение, что и в «Елене» эта героиня изображена в негативном ключе, просто это спрятано в подтексте.

## История текста
«Елена» была впервые поставлена на сцене в 412 году до н. э. вместе с ещё одной трагедией Еврипида, «Андромеда». Годом позже обе эти пьесы пародировал Аристофан в комедии «Женщины на празднике Фесмофорий». Текст «Андромеды» практически полностью утрачен, текст «Елены» сохранился.
Исследователи видят в «Елене» старинный сюжетный мотив из фольклора о возвращении мужчины домой, к жене или невесте, которую тем временем принуждают к другому браку. До Еврипида он разрабатывался в «Одиссее» Гомера. Позже благодаря влиянию «Елены» этот мотив получил широкое распространение в эллинистических романах.

## Публикации текста
- Еврипид. Елена. Перевод Иннокентия Анненского // Еврипид. Трагедии. М.: Искусство, 1980. Т. 2. С. 65—144.